# Radiumquelle (Klingenthal)
Koordinaten: 50° 23′ 39″ N, 12° 28′ 55,3″ O
Die Radiumquelle im Ortsteil Georgenthal der Stadt Klingenthal im sächsischen Vogtlandkreis ist eine radonhaltige Quelle. Derartige radioaktive Quellwässer sind typisch für die innere Kontaktzone des Granit und kommen in der Umgebung auch noch an anderen Standorten vor. Die Radiumquelle speist den Steinbach, der etwas weiter nördlich entspringt. Unterhalb der Radiumquelle lag die alte Aschbergschanze. Die Radiumquelle ist Bestandteil eines Rundweges im Steinbachtal und des Steindöbratales. Ein kleines Hinweisschild markiert die Quelle an dem Waldweg. Westlich der Radiumquelle verläuft der Floßgrabenweg.
Anfang der 1930er Jahre wurde die Radiumquelle touristisch ausgebaut und deren Wasser u. a. für Trinkkuren beworben.
Rings um die Radiumquelle befindet sich heute ein Trinkwassereinzugsgebiet über Quellfassungen. Das Trinkwasser wird in sommerlichen Trockenperioden direkt dem Bach entnommen.

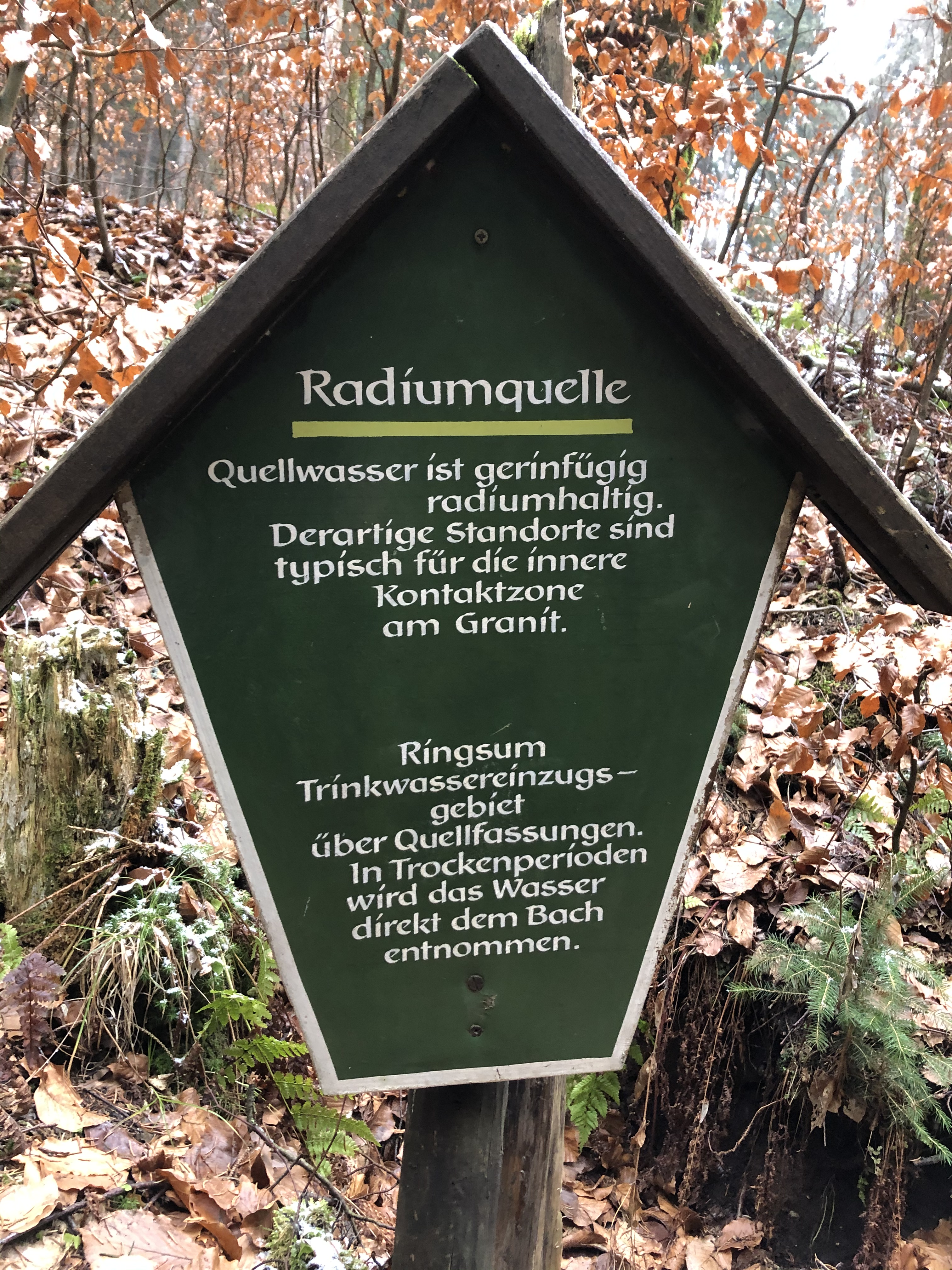
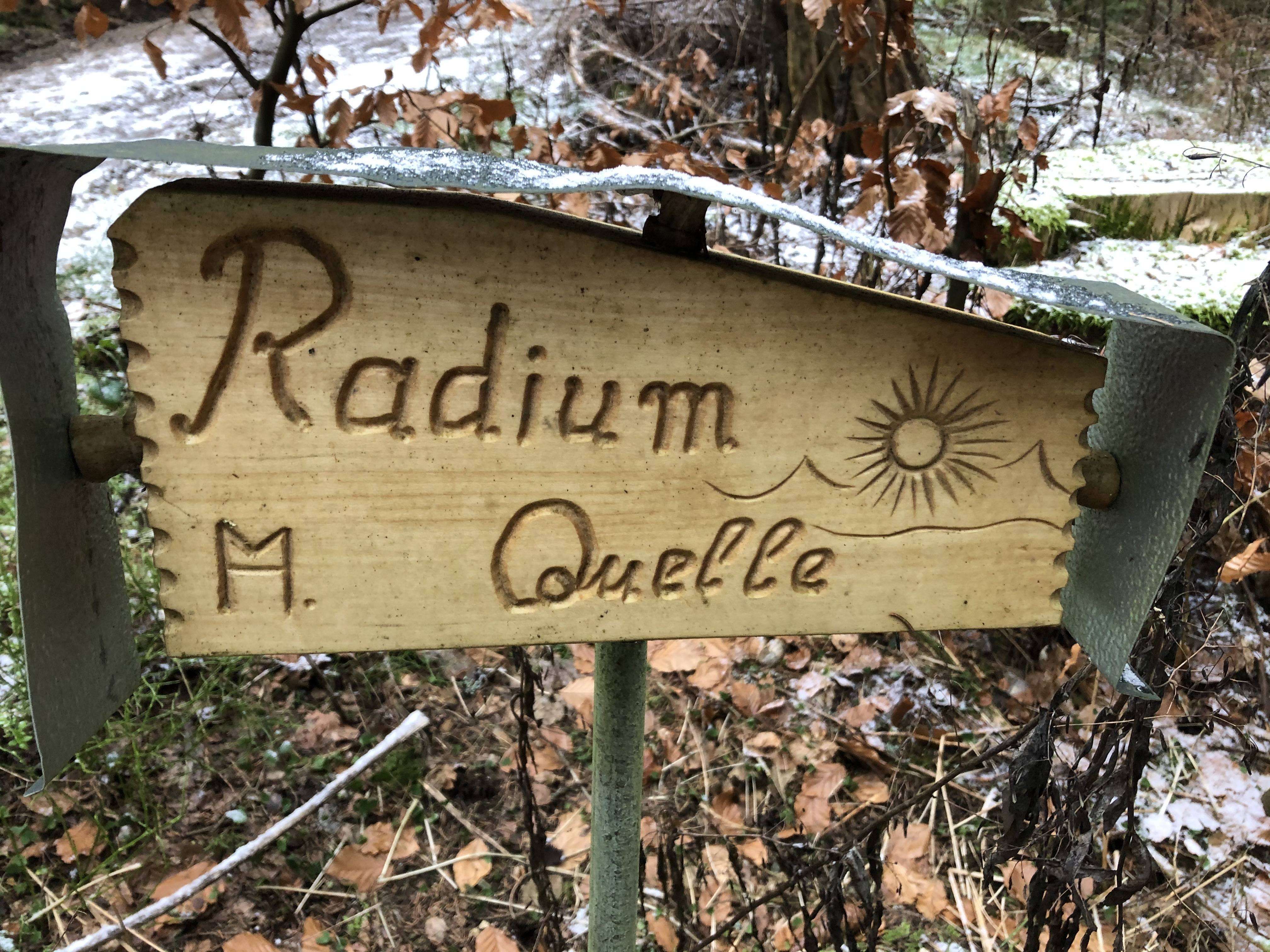
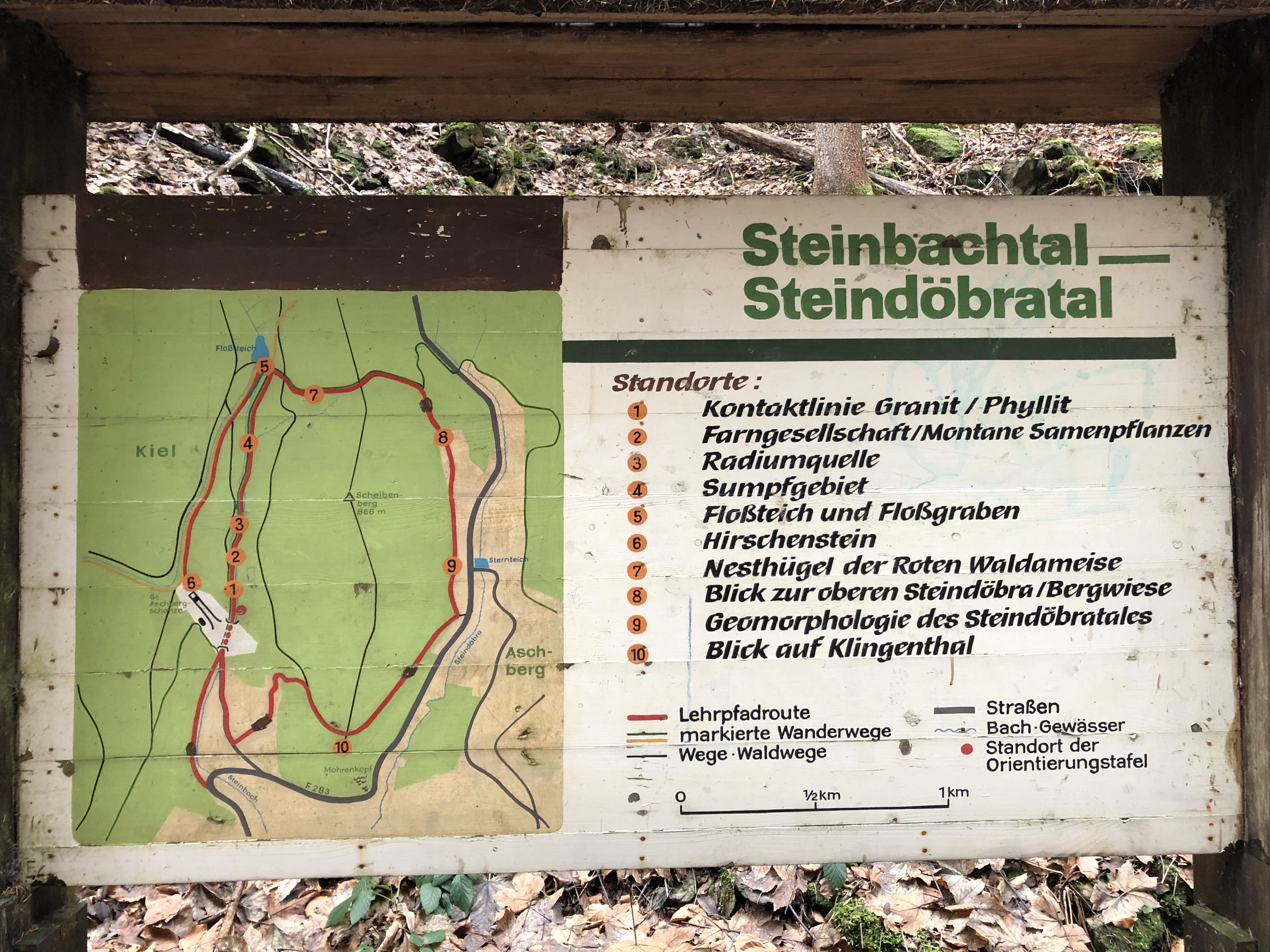